# Sauviac (Puèi Domat)
Sauviat és un municipi francès situat al departament del Puèi Domat i a la regió d'Alvèrnia-Roine-Alps. L'any 2007 tenia 515 habitants.

## Demografia

### Població
El 2007 la població de fet de Sauviat era de 515 persones. Hi havia 207 famílies de les quals 50 eren unipersonals (25 homes vivint sols i 25 dones vivint soles), 74 parelles sense fills, 62 parelles amb fills i 21 famílies monoparentals amb fills.
La població ha evolucionat segons el següent gràfic:
Habitants censats

### Habitatges
El 2007 hi havia 279 habitatges, 209 eren l'habitatge principal de la família, 32 eren segones residències i 37 estaven desocupats. 271 eren cases i 7 eren apartaments. Dels 209 habitatges principals, 185 estaven ocupats pels seus propietaris i 25 estaven llogats i ocupats pels llogaters; 1 tenia una cambra, 6 en tenien dues, 23 en tenien tres, 56 en tenien quatre i 124 en tenien cinc o més. 120 habitatges disposaven pel capbaix d'una plaça de pàrquing. A 70 habitatges hi havia un automòbil i a 116 n'hi havia dos o més.

### Piràmide de població
La piràmide de població per edats i sexe el 2009 era:
| Homes | Edats   | Dones |
| ----- | ------- | ----- |
| 0     | 95 o +  | 0     |
| 0     | 90 a 94 | 0     |
| 0     | 85 a 89 | 0     |
| 0     | 80 a 84 | 0     |
| 12    | 75 a 79 | 12    |
| 4     | 70 a 74 | 12    |
| 8     | 65 a 69 | 8     |
| 8     | 60 a 64 | 16    |
| 12    | 55 a 59 | 4     |
| 20    | 50 a 54 | 20    |
| 28    | 45 a 49 | 36    |
| 16    | 40 a 44 | 12    |
| 20    | 35 a 39 | 8     |
| 12    | 30 a 34 | 28    |
| 16    | 25 a 29 | 0     |
| 8     | 20 a 24 | 8     |
| 24    | 15 a 19 | 28    |
| 12    | 10 a 14 | 28    |
| 12    | 5 a 9   | 20    |
| 8     | 0 a 4   | 0     |

## Economia
El 2007 la població en edat de treballar era de 346 persones, 259 eren actives i 87 eren inactives. De les 259 persones actives 220 estaven ocupades (125 homes i 95 dones) i 40 estaven aturades (17 homes i 23 dones). De les 87 persones inactives 31 estaven jubilades, 33 estaven estudiant i 23 estaven classificades com a «altres inactius».

### Ingressos
El 2009 a Sauviat hi havia 212 unitats fiscals que integraven 532,5 persones, la mediana anual d'ingressos fiscals per persona era de 15.869 €.

### Activitats econòmiques
Dels 17 establiments que hi havia el 2007, 1 era d'una empresa extractiva, 10 d'empreses de construcció, 2 d'empreses de comerç i reparació d'automòbils, 1 d'una empresa financera, 1 d'una empresa immobiliària, 1 d'una empresa de serveis i 1 d'una entitat de l'administració pública.
Dels 8 establiments de servei als particulars que hi havia el 2009, 1 era un paleta, 1 fusteria, 1 lampisteria, 3 electricistes, 1 empresa de construcció i 1 agència immobiliària.
L'any 2000 a Sauviat hi havia 16 explotacions agrícoles que ocupaven un total de 558 hectàrees.

## Poblacions més properes
El següent diagrama mostra les poblacions més properes.